# Slot Berg
Het Slot Berg is een barokkasteel nabij het Meer van Starnberg, het ligt in de Duitse deelstaat Beieren in de gemeente Berg, ten zuiden van München. Het is vooral bekend geworden na de dood van Lodewijk II.

## Geschiedenis
Het Slot Berg werd in 1640 gebouwd in opdracht van Hans George von Hörwarth, op de fundering van een voormalig (Italiaans) herenhuis. Het was  een gebouw van zo’n 16 bij 18 meter. In 1676 kocht de keurvorst Ferdinand Maria het slot en liet het verbouwen en uitbreiden, het is sindsdien in het bezit van de familie Wittelsbach gebleven. Rond 1830 nam Lodewijk I, nadat het jaren niet gebruikt was als residentie, het slot weer als zodanig in gebruik en liet het gebouw grondig herstellen. Tussen 1849 en 1851 werden er, in opdracht van Maximiliaan I vier torens in neogotische stijl met tinnen aan toegevoegd en in 1853 werd een kleine haven aangelegd. Lodewijk II liet er later nog een slotkapel (1876) en de vijfde (noord)toren (die hij Isolde noemde) aan toevoegen. In het park liet Lodewijk II een Moorse Kiosk bouwen, die eigenlijk bestemd was voor de wintertuin op het dak van zijn Residentie in München. 

## Lodewijk II
Lodewijk II gebruikte het slot, jaarlijks vanaf 11 mei, als zomerresidentie. Hiervoor werd zelfs een telegraafverbinding tussen Berg en München aangelegd. In 1868 verbleef de Russische tsarina Maria Alexandrovna op uitnodiging van Lodewijk enige tijd op het slot. Lodewijk liet het speciaal voor deze periode luxe inrichten, omdat het – in tegenstelling tot wat men van hem gewend is – sober was ingericht.
Op het einde van zijn leven liet de regering Lodewijk II onbekwaam verklaren. Hij werd gevangengezet in het Slot Berg, waar hij op 13 juni 1886 onder mysterieuze omstandigheden verdronk in het Meer van Starnberg, samen met zijn psychiater Dr. Bernhard von Gudden.
Na de dood van Lodewijk II werd het slot een museum, te zijner nagedachtenis, en mocht er niets meer gewijzigd worden vanwege de cultureel historische waarde. In 1939 werd het officieel een monument.

## Schade en herstel
Tot de Tweede Wereldoorlog bleef het slot ongewijzigd. Door waterschade aan de fundering, aangericht door Amerikaanse soldaten die er na de oorlog verbleven, was restauratie noodzakelijk. Ook de gevels liepen veel schade (scheuren) op door de verzakking die ontstond. Tussen 1949 en 1951 werd het slot in ere hersteld, al werd het interieur gemoderniseerd en bleef alleen de door Lodewijk II gebouwde slotkapel onveranderd. 

## Park en tuinen
De tuinen zijn in Engelse en Franse stijl aangelegd. Een groot deel van het park dat nu openstaat voor het publiek behoorde vroeger tot het kasteel en men kan de plaats bereiken waar Lodewijk II destijds is gevonden. Op de plek in het water staat een kruis met een plastic kransje en de tekst: "Vereinigung Ludwig II. Deine Treuen. Zur Erinnerung an dem 13. Juni 1886". Even verderop is een kapel gebouwd, ter herinnering aan Lodewijk II.

## Huidige bewoners
Het slot Berg was het privé bezit van Albrecht van Beieren (1905-1996), die tot zijn dood als officieel hoofd van het huis Wittelsbach gold en volgens een verklaring van een woordvoerster van de Dienst Beheer Beierse kastelen in München "unser Fürst sein würde wenn Bayern ein Königreich wäre". Deze Albrecht is een afstammeling van Lodewijk  III.
Het slot is niet toegankelijk voor publiek.